# Artur Urbanowicz
Artur Urbanowicz (ur. 20 kwietnia 1990 w Suwałkach) – polski pisarz i wykładowca akademicki, z wykształcenia matematyk.
Za aktywne promowanie swoją twórczością rodzinnej Suwalszczyzny, został nagrodzony nominacją w plebiscycie „Przystanek Młodzi” Gazety Wyborczej. Stypendysta miasta Suwałk i miasta Gdańska w ramach działalności artystycznej. Laureat wielu nagród literackich, w tym między innymi Nagrody Czytelników Polskiej Literatury Grozy im. Stefana Grabińskiego za powieść „Gałęziste” (w 2016 roku), oraz trzykrotnie Złotego Kościeja – za powieść „Gałęziste” (w 2016 roku), „Inkub” (w 2019 roku) oraz "Paradoks" (w 2020 roku). Nauczyciel kreatywnego pisania. Autor monologu komediowego "Słowo horroru", w którym między innymi zachęca młodzież do czytania. 

## Życiorys
Urodził się i wychował w Suwałkach. Absolwent matematyki na Wydziale Matematyki, Fizyki i Informatyki Uniwersytetu Gdańskiego. Autor głównie horrorów i literatury grozy.

## Twórczość

### Powieści
- Gałęziste, Novae Res 2016
- Grzesznik, Gmork 2017
- Inkub, Vesper 2019
- Paradoks, Vesper 2020
- Deman, Vesper 2022
- Kultor, Czarna Owca 2025

## Nagrody i wyróżnienia
- 2016: Nagroda Czytelników Polskiej Literatury Grozy im. Stefana Grabińskiego za rok 2016 Gałęziste
- 2016: Złoty Kościej 2016 (w kategorii „Thriller roku”) Gałęziste[5]
- 2016: Nominacja do Nagrody Literackiej im. Wiesława Kazaneckiego Gałęziste
- 2017: Nagroda Polskiej Literatury Grozy im. Stefana Grabińskiego za rok 2017 Grzesznik
- 2017: Nominacja w plebiscycie „Książka Roku 2017” portalu LubimyCzytać.pl w kategorii "Horror" Grzesznik
- 2019: Nominacja do nagrody popkulturalnej MISIE w kategorii „Wstrząsnęło” Inkub
- 2019: Drugie miejsce w plebiscycie portalu Lubimyczytać.pl „Książka Roku 2019” w kategorii „Horror” Inkub[6]
- 2019: Złoty Kościej 2019 (w kategorii „Krajowy Hit roku”) Inkub[7]
- 2020: Złoty Kościej 2020 (w kategorii „Thriller roku”) Paradoks[8]
- 2020: Trzecie miejsce w plebiscycie portalu Lubimyczytać.pl „Książka Roku 2020” w kategorii „Horror” Paradoks[9]